# Liste der Monuments historiques in Vergeroux
Die Liste der Monuments historiques in Vergeroux führt die Monuments historiques in der französischen Gemeinde Vergeroux auf.

## Liste der Bauwerke
| Bezeichnung      | Beschreibung              | Standort | Kennzeichnung | Schutzstatus | Datum | Bild           |
| ---------------- | ------------------------- | -------- | ------------- | ------------ | ----- | -------------- |
| Kirche St-Vivien | Erbaut im 12. Jahrhundert | (Lage)   | PA00105296    | Inscrit      | 1935  | weitere Bilder |
| Pulvermagazin    | Erbaut 1878               | (Lage)   | PA17000106    | Inscrit      | 2015  |                |

## Liste der Objekte
Zum Verständnis siehe: Kirchenausstattung
| Bezeichnung                       | Beschreibung                | Standort                       | Kennzeichnung | Schutzstatus | Datum | Bild |
| --------------------------------- | --------------------------- | ------------------------------ | ------------- | ------------ | ----- | ---- |
| Baiser de paix                    | Bronze, 17./18. Jahrhundert | in der Kirche St-Vivien (Lage) | PM17001554    | Inscrit      | 1988  |      |
| Glocke                            | Bronze, 1764 gegossen       | in der Kirche St-Vivien (Lage) | PM17002617    | Inscrit      | 2015  |      |
| Sechs Kerzenständer auf dem Altar | Bronze, 17. Jahrhundert     | in der Kirche St-Vivien (Lage) | PM17001555    | Inscrit      | 1988  |      |